# Metoda punktowo-symboliczna XO
Metoda punktowo-symboliczna (kółko i krzyżyk, metoda książkowa) – prosta metoda przedstawiania zmian cen, pozwalająca na zidentyfikowanie formacji i trendów. Wykresy są łatwe do narysowania i nie posiadają skali czasu. Przy budowie wykresów wykorzystywane są jedynie ruchy kursów papierów wartościowych – wielkość obrotów nie jest brana pod uwagę. Wykresy rejestrują tylko walkę podaży z popytem. W metodzie tej wykorzystywane są dwie litery alfabetu: X i O. X przedstawia popyt, O przedstawia podaż. Wykres tworzy się wyłącznie za pomocą pionowych kolumn X lub O. Jeśli cena rośnie – rysujemy X, jeśli cena maleje – dodajemy kolejny znak O. Kluczem do tej metody jest zasada przechodzenia z jednej kolumny do drugiej. Można stosować jedno lub trzykratkowe odwrócenie zwane również paczką. Ruchy w górę i w dół, z jednej kolumny do drugiej, powodują tworzenie się wykresu. W zależności od wielkości paczki i liczby paczek tworzących odwrócenie, wykres punktowo-symboliczny może przedstawiać zarówno przebieg notowań z jednej sesji, jak i z kilku miesięcy.

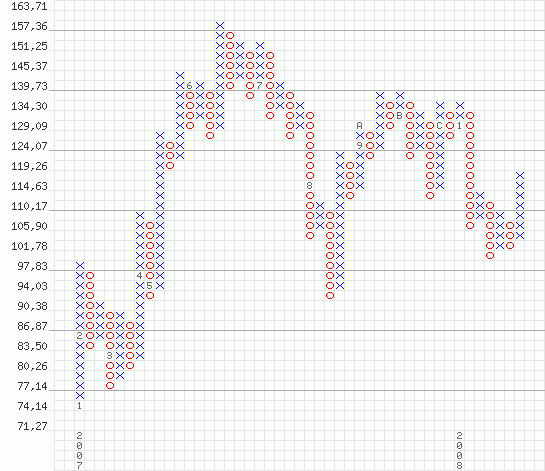
Przykładowy wykres punktowo-symboliczny

Podstawowym i najważniejszym wskaźnikiem stosowanym w analizie technicznej metodą punktowo-symboliczną jest procentowy wskaźnik hossy giełdy warszawskiej. Podstawową zaletą tego wskaźnika jest to, że pokazuje kiedy dokonać sprzedaży na rynku wzrostowym, a kiedy kupować w przypadku rynku spadkowego.
W oparciu o metodę punktowo-symboliczną powstała opracowana przez polskiego ekonomistę Michała Stasiaka reprezentacja binarno-czasowa, wykorzystywana w metodach predykcyjnych kursów instrumentów finansowych jako alternatywa świec japońskich.

## Historia
Pod koniec XIX wieku ten rodzaj wykresów nazywany był metodą książkową, tak zresztą Charles Dow określił ten rodzaj wykresów w artykule wydanym na łamach „The Wall Street Journal” 20 lipca 1901. Sam jednak początek stosowania takiego zapisu wykresów sięga roku 1886. Przez kolejne lata metoda ta była nazywana metodą symboliczną. Określenie metoda punktowo-symboliczna pochodzi z książki Victora de Villiersa wydanej w 1933 „The Point and Figure Method of Anticipaiting Stock Price Movements”, od tego też roku stała się to oficjalna nazwa ten metody przedstawiania ruchu cen. Warto dodać, że za najstarszą metodą przedstawiania wykresów uznaje się świece japońskie.

## Formacje
Poniżej są wymienione podstawowe formacje kupna i sprzedaży dla wykresów punktowo-symbolicznych.
Formacje kupna:
- prosty sygnał kupna – kiedy kolumna X wzniesie się powyżej poprzedniej kolumny X[6]
- prosty sygnał kupna o wznoszącym się dnie
- wyłamanie z potrójnego szczytu
- wznoszący się potrójny szczyt
- rozszerzony potrójny szczyt
- wybicie w górę z trójkąta
- wybicie w górę powyżej linii oporu hossy/bessy

Formacje sprzedaży:
- prosty sygnał sprzedaży – kiedy kolumna O spadnie poniżej poprzedniej kolumny O[6]
- prosty sygnał sprzedaży o wznoszącym się dnie
- wyłamanie z potrójnego dna
- spadające potrójne dno
- rozszerzone potrójne dno
- wybicie w dół z trójkąta
- wybicie w dół powyżej linii oporu hossy/bessy